# 溝口睦子
溝口睦子（みぞぐち むつこ、1931年 - 2021年2月9日）は、日本史学者、十文字学園女子大学名誉教授。

## 人物・来歴
長崎県生まれ。1958年東京大学文学部国文学科卒業。1976年学習院大学大学院人文科学研究科博士課程満期退学。84年「日本古代氏族系譜の成立」で文学博士。十文字学園女子大学教授を務め、2000年退職、名誉教授となる。専攻は日本古代史、古代文学。

## 著書
- 『日本古代氏族系譜の成立』学習院学術研究叢書 第一法規出版、1982.3
- 『古代氏族の系譜』(古代史研究選書) 吉川弘文館, 1987.12
- 『王権神話の二元構造 タカミムスヒとアマテラス』吉川弘文館, 2000.12
- 『アマテラスの誕生 古代王権の源流を探る』岩波新書 2009.1

## 論文
- <溝口睦子